# Bajki Ezopa

Aesopus moralisatus, 1485

Bajki Ezopa lub Aesopica – zbiór dzieł Ezopa, bajkopisarza greckiego, niewolnika żyjącego w VI wieku p.n.e. Jego bajki są do dziś popularne. Bohaterami są zwykle zwierzęta posiadające cechy ludzkie. Bajki Ezopa napisane są głównie w formie opowieści moralizującej bądź satyrycznej. Znaczna ich część jest znana na całym świecie i została przetłumaczona na wiele języków.
Poniżej lista najbardziej znanych bajek:
- Chłopiec, który wołał o pomoc
- Gęś, która zniosła złote jajka
- Lew i mysz
- Lis i winogrona
- Mrówka i konik polny
- Mysz miejska i mysz wiejska
- Orlica i lisica
- Pies i kość
- Pies i wilk
- Pies w żłobie
- Trzcina i oliwka
- Trzy woły i lew
- Wiatr północny i słońce
- Wilk w owczej skórze
- Wrona i dzban
- Żaba i wół
- Żaby, które pragnęły króla
- Żółw i zając